# Bora-Bora (Gemeinde)

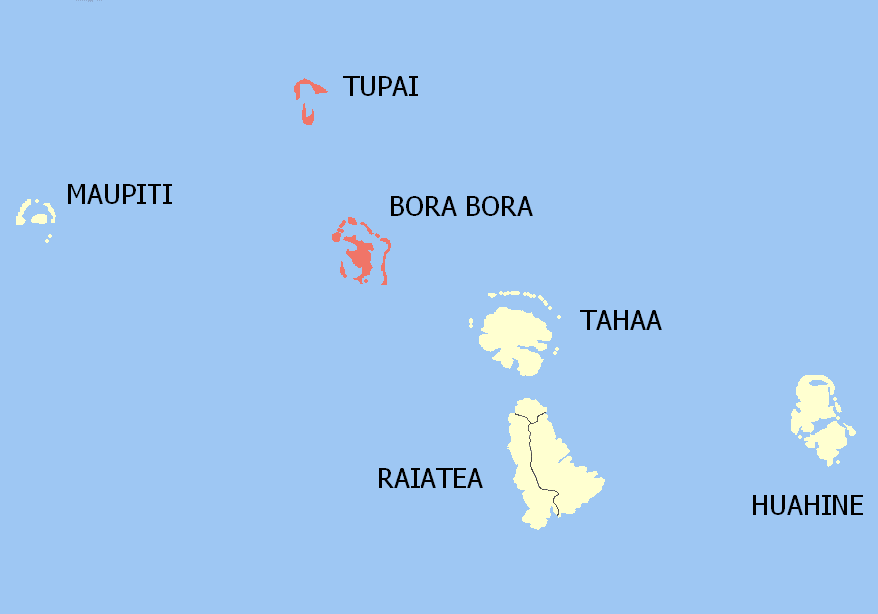
Lage der Gemeinde innerhalb der Gesellschaftsinseln

Bora-Bora ist eine Gemeinde auf der gleichnamigen Insel in Französisch-Polynesien und gehört zu den Îles Sous-le-Vent der Gesellschaftsinseln. Die Gemeinde ist aus den folgenden Teilgemeinden (commune associée) zusammengesetzt: Nunue mit dem Atoll Tupai und 5541 Einwohnern (Stand 2022), Faʻanui mit 3312 Einwohnern und Anau mit 1905 Einwohnern. Der Hauptort ist das Dorf Vaitape in Nunue. Die gesamte Gemarkung mit dem höchsten Punkt auf 727 m. ü. M. umfasst 38 km². Die Postleitzahl lautet 98730. Vierzehn Strände in Bora-Bora tragen das Gütesiegel „Blaue Flagge“.